# Vojna zvezd: Epizoda I – Grozeča prikazen
Vojna zvezd: Epizoda I – Grozeča prikazen (v izvirniku angleško Star Wars: Episode I – The Phantom Menace) je ameriški epski znanstvenofantastični film scenarista in režiserja Georgea Lucasa, ki je izšel leta 1999 v distribuciji 20th Century Fox. Gre za prvi del pred-trilogije izvirne serije Vojna zvezd, ki je torej četrti posneti film v izmišljenem vesolju Vojne zvezd, kronološko pa je prvi, postavljen v čas 32 let pred izvirno Vojno zvezd. Zgodba spremlja jedijskega mojstra Qui-Gon Jinna in njegovega vajenca Obi-Wan Kenobija, ki varujeta kraljico Amidalo na medplanetarni diplomatski misiji. Pridruži se jim mladi suženj Anakin Skywalker z nenavadno močno izraženo Silo, zaradi česar je Qui-Gon Jinn prepričan, da je on Izbrani, ki bo po prerokbi uravnovesil Silo. Skupaj se spoprimejo s skrivnostno vrnitvijo reda Sithov. V glavnih vlogah so zaigrali Liam Neeson, Ewan McGregor, Natalie Portman, Jake Lloyd, Ian McDiarmid, Anthony Daniels, Kenny Baker, Pernilla August in Frank Oz.
Lucas se je filma lotil, ko je presodil, da je računalniška grafika dosegla raven, ki jo zahteva njegova vizija. To je bil njegov prvi film po prvi Vojni zvezd 22 let prej. Zaradi ogromnega kulturnega vpliva izvirne trilogije je nov film pritegnil veliko pozornosti že pred izidom, nato pa je bil deležen neenotnega mnenja kritikov. Komentatorji so pohvalili izgled, akcijske prizore, motive, glasbeno spremljavo Johna Williamsa in nekatere igralce (predvsem Neesona), manj odobravanja pa so bili deležni scenarij, liki in nastopa Ahmeda Besta v vlogi Jar Jar Binksa ter Lloyda v vlogi Anakina. Kljub temu je s predvajanjem v kinematografih prinesel 924,3 milijona USD prihodkov in postal drugi najdobičkonosnejši film dotlej (zaostal je le za Titanikom), predelava v 3D-format leta 2012 pa je prinesla še 102,7 milijona prihodkov. Pred-trilogijo sta nato zaokrožili nadaljevanji Napad klonov (2002) in Maščevanje Sitha (2005).